# ReVolta de 2022
La reVolta de 2022 fou la tercera edició de la reVolta, la prova femenina de la Volta Ciclista a Catalunya. Se celebrà el 29 de maig de 2022 i, com en l'edició anterior, va tenir l'inici i la fi a Sant Cugat del Vallès, en un recorregut de 97 quilòmetres.
Clara Koppenburg (Cofidis Women’s Team) va aconseguir la victòria, seguida de Mireia Benito i d'Aurela Nerlo, companyes al Massi-Tactic. La victòria en la categoria sub-23 fou per a la francesa Olivia Onesti (Cofidis Women’s Team).

## Recorregut
Les ciclistes participants a la reVolta van haver de recórrer el mateix traçat que l'any anterior (97 quilòmetres), que incloïa dos ports de muntanya (l'Alt de Capçuda, de tercera categoria, i l'Alt de la Creu d’Aragall, de primera) i dos esprints intermedis (Piera i Corbella de Llobregat).

## Classificacions
Clara Koppenburg es va imposar a la cursa, després d'escapar-se durant l'ascensió a l'Alt de la Creu d'Aragall. Mireia Benito també va aconseguir deixar el gran grup durant l'ascens a aquest port de primera categoria; però no va poder seguir el ritme de l'alemanya, que va arribar en solitari a Sant Cugat del Vallès.
| \| Classificació general \| Classificació general \| Classificació general \| Classificació general \| Classificació general \| \| Corredor \| Corredor \| Equip \| Temps \| \| \| --------------------- \| ---------------------- \| --------------------- \| --------------------- \| --------------------- \| \| 1r \| Clara Koppenburg \| Cofidis \| 2h 49' 27" \| \| \| 2n \| Mireia Benito Pellicer \| Massi Tactic \| + 2' 50" \| \| \| 3r \| Aurela Nerlo \| Massi Tactic \| + 4' 28" \| \| \| 4t \| Ariadna Gutiérrez \| Farto-BTC \| + 4' 42" \| \| \| 5è \| Olivia Onesti \| Cofidis \| + 4' 55" \| \| \| 6è \| Cédrine Kerbaol \| Cofidis \| + 5' 15" \| \| |                        |              |            |
| |                        |              |            |
| |                        |              |            |
| Classificació general |                        |              |            |
| Corredor | Corredor               | Equip        | Temps      |
| 1r | Clara Koppenburg       | Cofidis      | 2h 49' 27" |
| 2n | Mireia Benito Pellicer | Massi Tactic | + 2' 50"   |
| 3r | Aurela Nerlo           | Massi Tactic | + 4' 28"   |
| 4t | Ariadna Gutiérrez      | Farto-BTC    | + 4' 42"   |
| 5è | Olivia Onesti          | Cofidis      | + 4' 55"   |
| 6è | Cédrine Kerbaol        | Cofidis      | + 5' 15"   |

A més de la classificació general, també es disputà un Premi de Muntanya i un altre d'Esprints Intermedis, tots dos guanyats per Clara Koppenburg. La competició també fou puntuable per a la Copa Catalana Fèmines Elit Sub-23.

### Premi de Muntanya
Hi havia dos ports puntuables:
- 3a categoria (Alt de Capçuda) que puntuava 3, 2 i 1 punts a les tres primeres corredores que el creuaren;
- 1a categoria (Alt de la Creu d'Aragall) que puntuava 10, 8, 6 i 4 punts a les quatre primeres corredores que el creuaren.

| Classificació de la muntanya | Classificació de la muntanya | Classificació de la muntanya | Classificació de la muntanya |
| Pos.                         | Ciclista                     | Equip                        | Punts                        |
| ---------------------------- | ---------------------------- | ---------------------------- | ---------------------------- |
| 1                            | Clara Koppenburg (GER)       | Cofidis                      | 10                           |
| 2                            | Olivia Onesti (FRA)          | Cofidis                      | 9                            |
| 3                            | Cédrine Kerbaol (FRA)        | Cofidis                      | 7                            |
| 4                            | Mireia Benito (ESP)          | Massi-Tactic Women Team      | 6                            |
| 5                            | Aurela Nerlo (POL)           | Massi-Tactic Women Team      | 2                            |

### Esprints Intermedis
Es van disputar dos esprints puntuables amb 3, 2 i 1 punt cadascun.
| Esprints especials | Esprints especials        | Esprints especials      | Esprints especials |
| Pos.               | Ciclista                  | Equip                   | Punts              |
| ------------------ | ------------------------- | ----------------------- | ------------------ |
| 1                  | Clara Koppenburg (GER)    | Cofidis                 | 5                  |
| 2                  | Andrea Ramírez (MEX)      | Massi-Tactic Women Team | 5                  |
| 3                  | Mireia Benito (ESP)       | Massi-Tactic Women Team | 4                  |
| 4                  | Olivia Onesti (FRA)       | Cofidis                 | 3                  |
| 5                  | Belén López Morales (ESP) | Massi-Tactic Women Team | 3                  |